# Boops boops

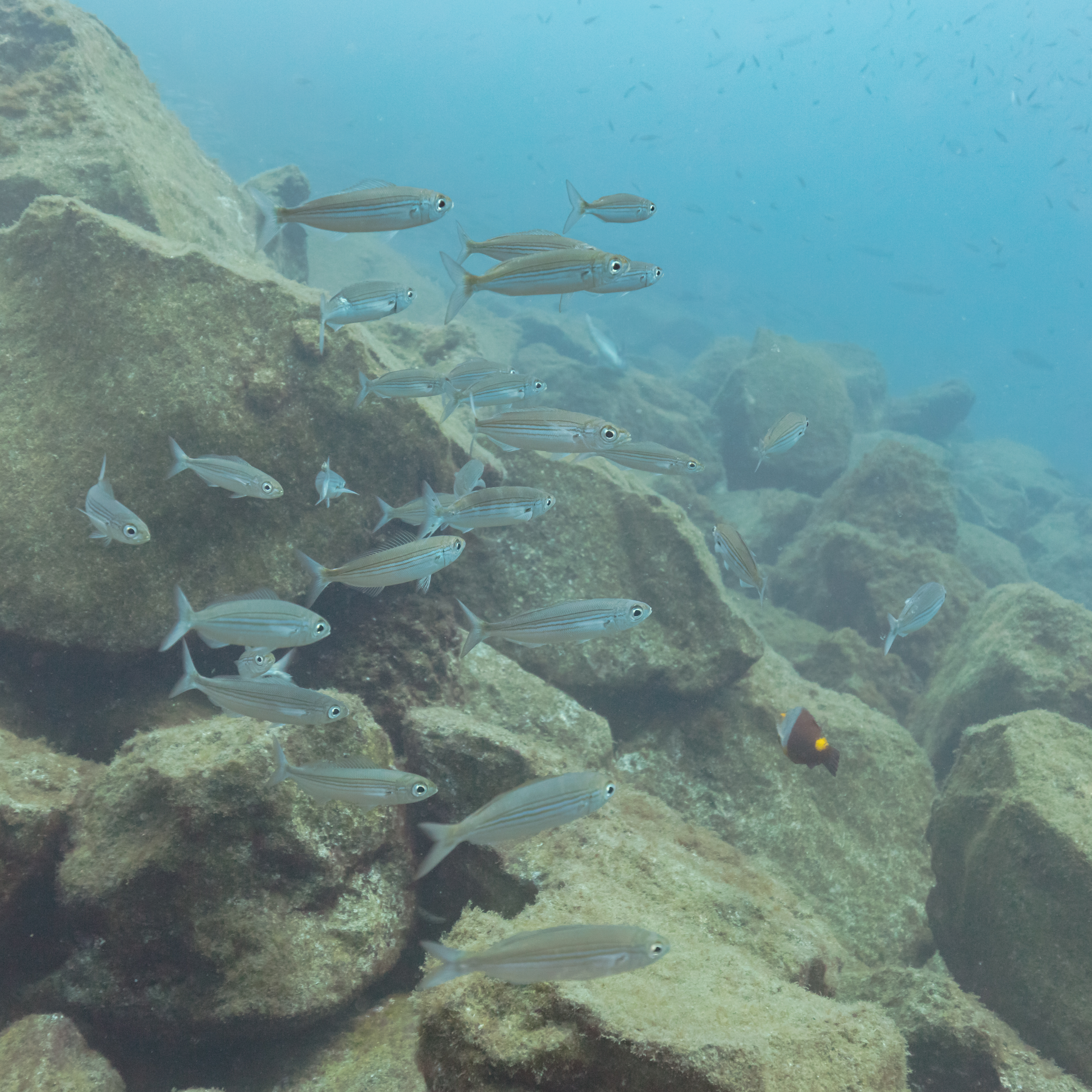
Un banco di boghe

La boga (Boops boops, dal greco βόωψ bòōps, letteralmente "occhio di bue" (Linnaeus, 1758)) è un pesce osseo marino appartenente alla famiglia degli Sparidae.

## Distribuzione e habitat
È diffuso nell'Oceano Atlantico orientale, dal golfo di Biscaglia (raramente anche in Scozia e nel mar del Nord) alle coste dell'Angola, nel Mar Mediterraneo (dove è comunissima) e nel Mar Nero.
Popola le acque costiere, si trova su fondi variabili ma soprattutto rocciosi e a Posidonia oceanica. È meno legato al fondo rispetto agli altri sparidi mediterranei e si può definire come semipelagica; può trovarsi anche lontano dalle coste. Spesso di notte si porta in superficie. Catturato fino a 350 metri di profondità ma di solito non scende oltre i 100.

## Descrizione
Il corpo è molto più allungato e affusolato che negli altri sparidi mediterranei, tanto che i banchi possono essere confusi per quelli di sardine o di latterini. Gli occhi sono grandi, la bocca piccola ma fornita di denti incisiviformi. Le pinne dorsale e anale hanno raggi spinosi morbidi. La pinna dorsale è piuttosto lunga e quando abbassata scompare in un solco dorsale. La pinna caudale è forcuta e i lobi appuntiti. Le pinne pettorali sono abbastanza grandi ma più brevi della testa; le pinne ventrali sono piccole, inserite subito dietro l'origine delle pettorali.
Il corpo è argenteo, il dorso più scuro, di color grigio-verde, il ventre bianco. Dalla testa partono 3-4 linee longitudinali brune o dorate, non sempre visibili, che raggiungono il peduncolo caudale. All'ascella delle pinne pettorali è presente una macchiolina scura. La linea laterale è scura. Le pinne sono verdastre, tranne le ventrali e l'anale, biancastre.
Raggiunge eccezionalmente una lunghezza di 35 cm, comunemente al massimo 20 cm.

## Biologia

### Comportamento
È una specie strettamente gregaria che forma banchi anche di grandi dimensioni. Può vivere fino a 15 anni.

### Alimentazione
È una specie onnivora, si nutre prevalentemente di materiale vegetale, crostacei e zooplancton.

### Riproduzione
La boga è una specie ermafrodita proterogina: gran parte degli individui giovani sono femmine e invecchiando si trasformano in maschi. Esistono però anche femmine che non cambiano sesso e maschi tali fin dalla nascita. La deposizione avviene in primavera ed estate.

## Pesca
La boga si può catturare quasi con ogni tecnica di pesca costiera, soprattutto tramagli e reti da circuizione ma anche reti a strascico e nasse. Abbocca inoltre molto facilmente alle lenze innescate con vermi marini, pezzetti di gambero, molluschi vari, sardine e anche impasti di pane, sardine, formaggio, ecc. utilizzati comunemente per la pesca dei cefali.

## Utilizzo

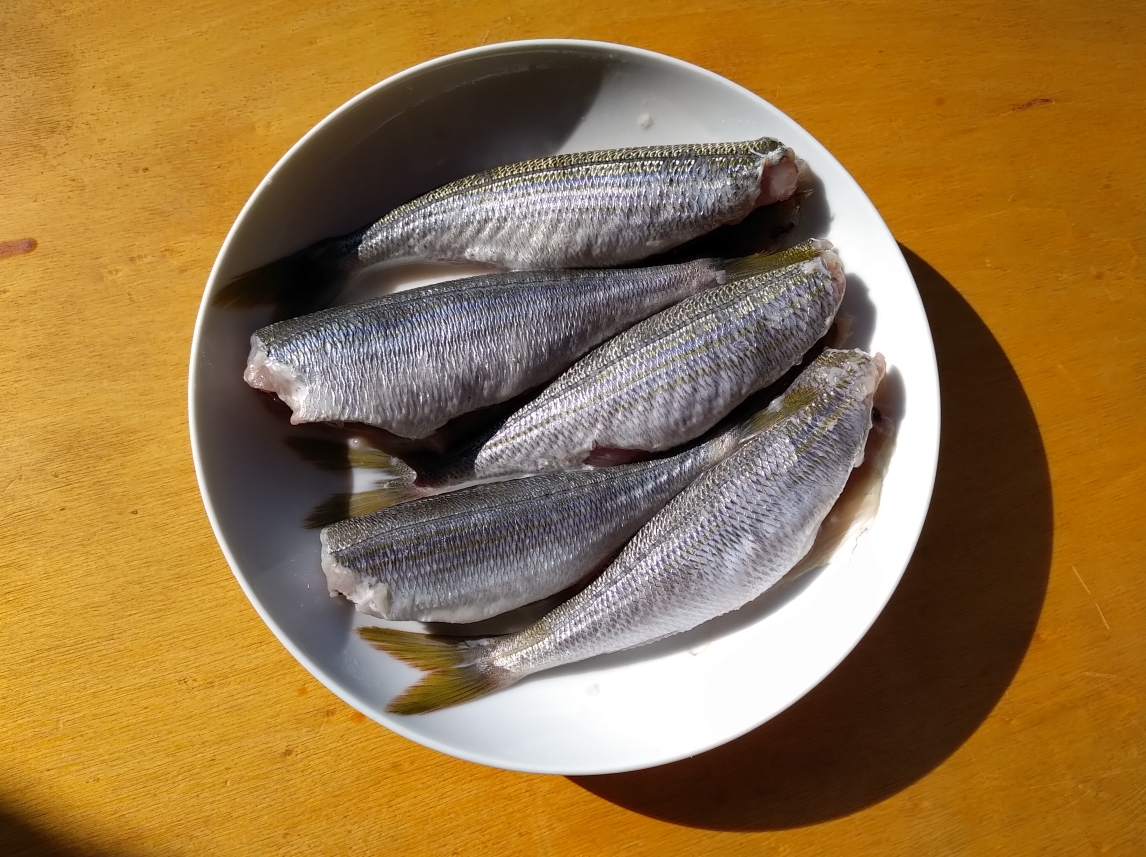
Boghe pulite ed eviscerate

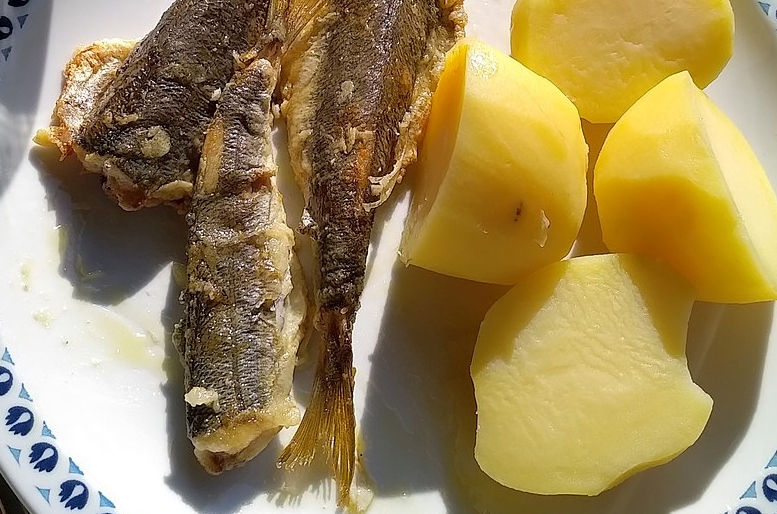
Boghe infarinate e fritte con patate lesse

Le carni non sono molto apprezzate a causa del cattivo odore che può dar loro la fermentazione del contenuto dell'intestino. Se cucinate fresche possono però essere gradevoli, e compaiono tra i piatti tipici di alcune cucine regionali come ad esempio quella siciliana. Possono essere consumate fritte, alla brace, in carpione o anche entrare nei condimenti di primi piatti come il risotto.